# Férfi 4 × 100 méteres vegyesúszás a 2005. évi nyári európai ifjúsági olimpiai fesztiválon
A 2005. évi nyári európai ifjúsági olimpiai fesztiválon az úszás férfi 4 × 100 méteres vegyesúszás versenyeit július 8-án rendezték, Lignano Sabbiadoróban.

## Előfutamok
| H  | F | Nemzet             | Név                                                                                           | E       | Mj  |
| -- | - | ------------------ | --------------------------------------------------------------------------------------------- | ------- | --- |
| 1  | 1 | Olaszország        | Cesare Sciocchetti Luca Pizzini Antonio Luca D'alema Michele Santucci                         | 3:55.69 | Q   |
| 2  | 3 | Németország        | Philipp Mosebach Stefan Holtz Marcel Luck Marius Bornheim                                     | 3:55.83 | Q   |
| 3  | 4 | Egyesült Királyság | Marco Loughran Max Partridge Stuart Houston Adam Brown                                        | 3:56.11 | Q   |
| 4  | 2 | Belgium            | Jordi De Buysere Pierre-Antoine Meunier Glenn Surgeloose Yoris Grandjean                      | 3:56.15 | Q   |
| 5  | 3 | Oroszország        | Anton Anchin Pavel Poltavtsev Roman Mikhaylov Dmitriy Chechulin                               | 3:57.26 | Q   |
| 6  | 4 | Lengyelország      | Tomasz Gaszyk Adrian Tracz Bartosz Bogdan Sebastian Ostrowski                                 | 3:58.98 | Q   |
| 7  | 4 | Svédország         | Niklas Gustavsson Niklas Tour David Larsson Bjorn Gunnarson                                   | 3:59.36 | Q   |
| 8  | 4 | Litvánia           | Valdemaras Garunkstis Giedrius Titenis Deividas Cepulis Mindaugas Sadauskas                   | 3:59.47 | Q   |
| 9  | 4 | Csehország         | Jan Rus David Novotny Jan Sefl Martin Badura                                                  | 3:59.60 |     |
| 10 | 1 | Franciaország      | Paul Chesnel Stephane Debaere Camil Coste Romain Landry                                       | 3:59.97 |     |
| 11 | 3 | Fehéroroszország   | Pavel Sankovich Ihar Kupreyeu Yauheni Lazuka Andrei Ilyin                                     | 4:00.05 |     |
| 12 | 2 | Ukrajna            | Andriy Aleksenko Artur Nesterenko Oleksandr Isakov Sergiy Kyselyov                            | 4:00.28 |     |
| 13 | 2 | Magyarország       | Balog Gábor Szele Dávid Bordás Péter Gyurkó László                                            | 4:00.49 |     |
| 14 | 3 | Spanyolország      | Eloy Sanchez Sergio Garcia Pedro Baenas Eloi Saumell                                          | 4:02.89 |     |
| 15 | 4 | Portugália         | Adelino Gaiteiro Ricardo Varela Joao Santiago Paulo Santos                                    | 4:05.43 |     |
| 16 | 3 | Görögország        | Alexandros Papoutsis Apostolos Synodinos Spyridon - Mari Lekkas Stamatis Loukas               | 4:05.66 |     |
| 17 | 2 | Írország           | Karl Burdis Niall Wynn Jack Nunn Shane Trail                                                  | 4:09.98 |     |
| 18 | 2 | Svájc              | Duncan Furrer Benjamin Le Maguet Dario - James Mundhenke Eugenio Bianchi                      | 4:10.08 |     |
| 19 | 2 | Finnország         | Ville Pikkarainen Otto Jarvinen Ilkka Vilppola Juho Allonen                                   | 4:10.11 |     |
| 20 | 3 | Románia            | Dorel Andrei Petrescu Catalin Alexandru Chitu Catalin Florin Obretin Horatiu Vlad Anastasescu | 4:11.97 |     |
| 21 | 2 | Szlovénia          | Damjan Stankovic Robert Vovk Rok Manojlovic Robert Zbogar                                     | 4:12.60 |     |
| 22 | 3 | Törökország        | Arda Gurdal Mehmet Bugra Ozyurt Yigit Ozer Caglar Gokbulut                                    | 4:14.28 |     |
| 23 | 1 | Észtország         | Johan Rohtla Vadim Romanov Deniss Solonin Andrei Motasnjov                                    | 4:16.91 |     |
| 24 | 3 | Szlovákia          | Filip Nadasky Peter Slobodnik Oliver Gondza Varga Richárd                                     | 4:20.19 |     |
| 25 | 4 | Izland             | David Hild Adalsteinsson Gudni Emilsson Agust Juliusson Olafur Marteinsson                    | 4:21.88 |     |
| -  | 4 | Horvátország       | Luka Leskur Ivica Draganic Sasa Kuznar Marko Tanasovski                                       |         | DSQ |

## Döntő
| H     | Nemzet             | Név                                                                         | E       | Mj |
| ----- | ------------------ | --------------------------------------------------------------------------- | ------- | -- |
| Arany | Olaszország        | Damiano Lestingi Luca Pizzini Antonio Luca D'alema Michele Santucci         | 3:50.83 |    |
| Ezüst | Németország        | Yannick Lebherz Stefan Holtz Marcel Luck Marius Bornheim                    | 3:51.66 |    |
| Bronz | Oroszország        | Anton Anchin Pavel Poltavtsev Roman Mikhaylov Sergey Fesikov                | 3:52.38 |    |
| 4     | Egyesült Királyság | Marco Loughran Christopher Fox Stuart Houston Adam Brown                    | 3:53.49 |    |
| 5     | Belgium            | Jordi De Buysere Pierre-Antoine Meunier Glenn Surgeloose Yoris Grandjean    | 3:53.82 |    |
| 6     | Lengyelország      | Tomasz Gaszyk Bartosz Bogdan Sebastian Ostrowski                            | 3:56.35 |    |
| 7     | Litvánia           | Valdemaras Garunkstis Giedrius Titenis Deividas Cepulis Mindaugas Sadauskas | 3:59.79 |    |
| 8     | Svédország         | Niklas Gustavsson Niklas Tour David Larsson Bjorn Gunnarson                 | 4:01.00 |    |